# Friedrich Baethgen
Friedrich Jürgen Baethgen (Greifswald, 30 luglio 1890 – Monaco di Baviera, 18 giugno 1972) è stato uno storico tedesco.

## Biografia
Studiò storia alle Università di Berlino e Heidelberg, conseguendo il dottorato nel 1913 sotto la guida di Karl Hampe (1869-1936) con una tesi su Papa Innocenzo III. Successivamente fu docente e professore associato ad Heidelberg, diventando poi professore di storia all'Università di Königsberg (dal 1929). Dal 1939 al 1948 insegnò a Berlino.
Nel 1927, Baethgen fu nominato secondo segretario presso l'Istituto storico tedesco a Roma. Dal 1948 al 1959 fu presidente della Monumenta Germaniae Historica e dal 1956 al 1964 fu presidente della Bayerischen Akademie der Wissenschaften (Accademia bavarese delle scienze).

## Opere
- Die Regentschaft Papst Innozenz III. im Königreich Sizilien; (1914).
- Der Engelpapst ; (1933).
- Beiträge zur Geschichte Cölestins; (1934).
- Europa im Spätmittelalter; (1951).
- Dante und Petrus de Vinea; (1955).
- Die Bayerische Akademie der Wissenschaften, 1909–1959; (1959).
- Mediaevalia (1960).
- Das Gesamtverzeichnis der Mitglieder der Akademie, 1759–1959; (1963).
- Deutschland und Europa im Spätmittelalter); (1968).
- Schisma und Konzilzeit (1973).